# 엔도 아키라
엔도 아키라(일본어: 遠藤 章, 1933년 11월 14일 ~ 2024년 6월 5일)는 일본의 생화학자로서 곰팡이와 콜레스테롤 생합성 사이의 관계에 대한 연구를 통해 역사상 가장 많이 팔린 의약품 중 일부인 스타틴 약물을 개발했다.
2006년 일본국제상, 2008년 래스커-드베이키 임상 의학 연구상, 2017년 캐나다 게어드너 국제상을 수상했다.

## 같이 보기
- 누룩곰팡이